# Будинок художників у Відні

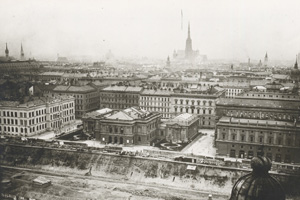
Будинок художників. 1900

Будинок художників у Відні (нім. Künstlerhaus Wien) — виставковий комплекс заснований у 1861 році у центрі міста Відня, що має головний вхід з площі Карла VI. Власником є «Австрійське товариство художників» (Gesellschaft bildender Künstler Österreichs, Künstlerhaus), яке є найстаршою існуючою художньою організацією такого типу в Австрії. Крім приміщень для виставок у будівлі також працює кінотеатр, Брют-театр Відня та ресторан.

## Історія
У 1857 році імператор Франц Йосип I вирішив зруйнувати старі стіни міста Відня і на їх місці був запланований репрезентативний бульвар — Кільцева вулиця (Ringstraße). Для побудови установ культури на цій вулиці Фонд розширення міста, створений у Міністерстві внутрішніх справ, безкоштовно надавав земельні ділянки. Товариство художників та Музичне товариство отримали землю навпроти Площі Карла на березі річки Відень, що тоді ще текла відкрито.
Будівля Будинку художників була побудована між 1865 і 1868 роками і виконувала потрійну роль: була виставковим центром для живопису, скульптури, архітектури та прикладного мистецтва; служила клубом для всіх художників, незалежно від точки зору, якості і характеру їх роботи; була і є професійним центром віденських художників. Єдиною умовою для членів товариства було те, що вони повинні були утримувати себе з своєї праці як мистці́. Товариство було об'єднанням, в якому права кожної людини поважали за універсальними правилами демократії — але цей принцип був його найбільшою слабкістю. Слабкою точкою такої демократії є ігнорування якості та важливості кожного голосу. Голос слабкого автодидакта має таку саму вагу як голос професора академії, голоси прогресивного і консервативного художника — тотожні.

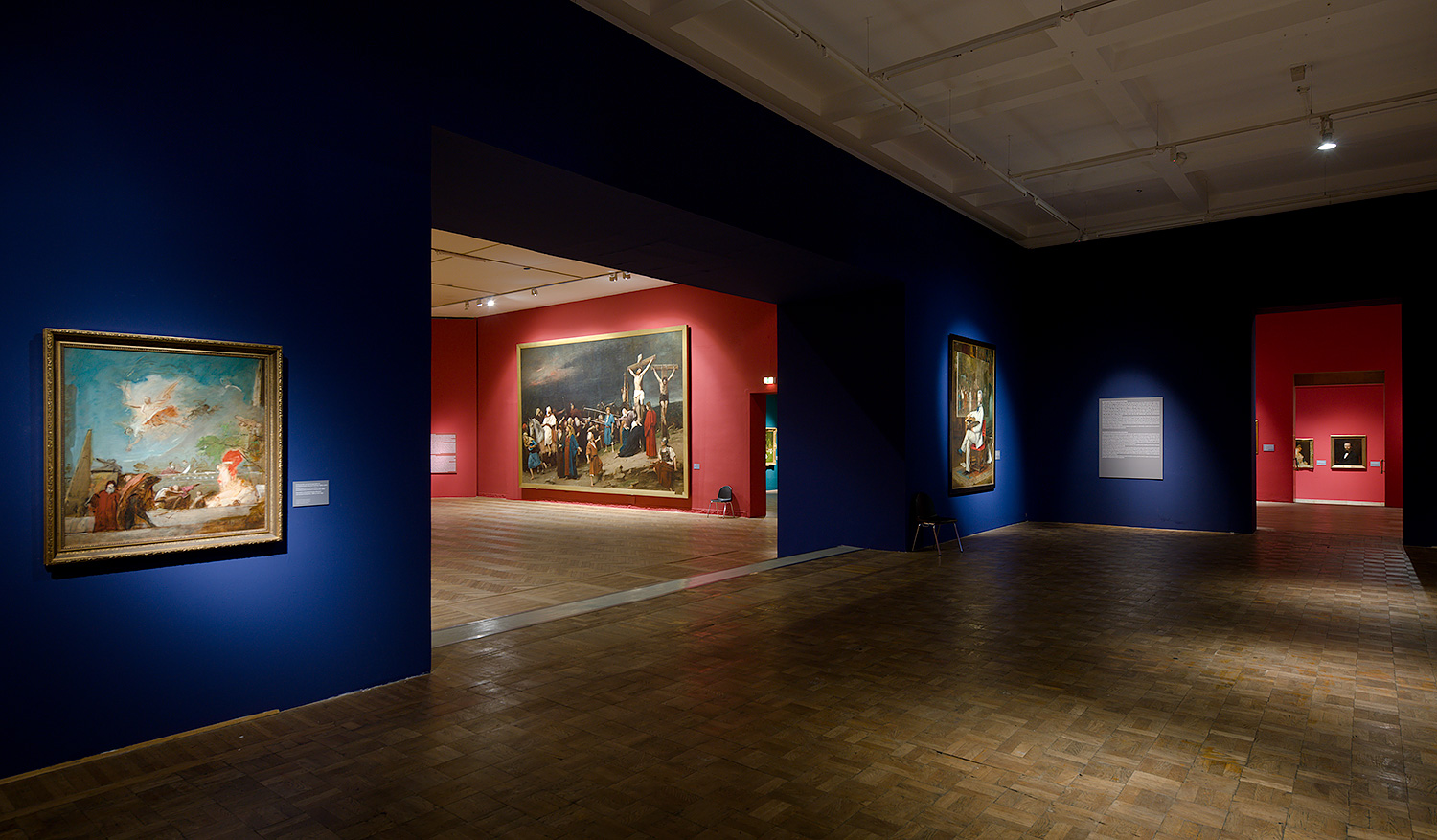
Виставкові зали. 2012

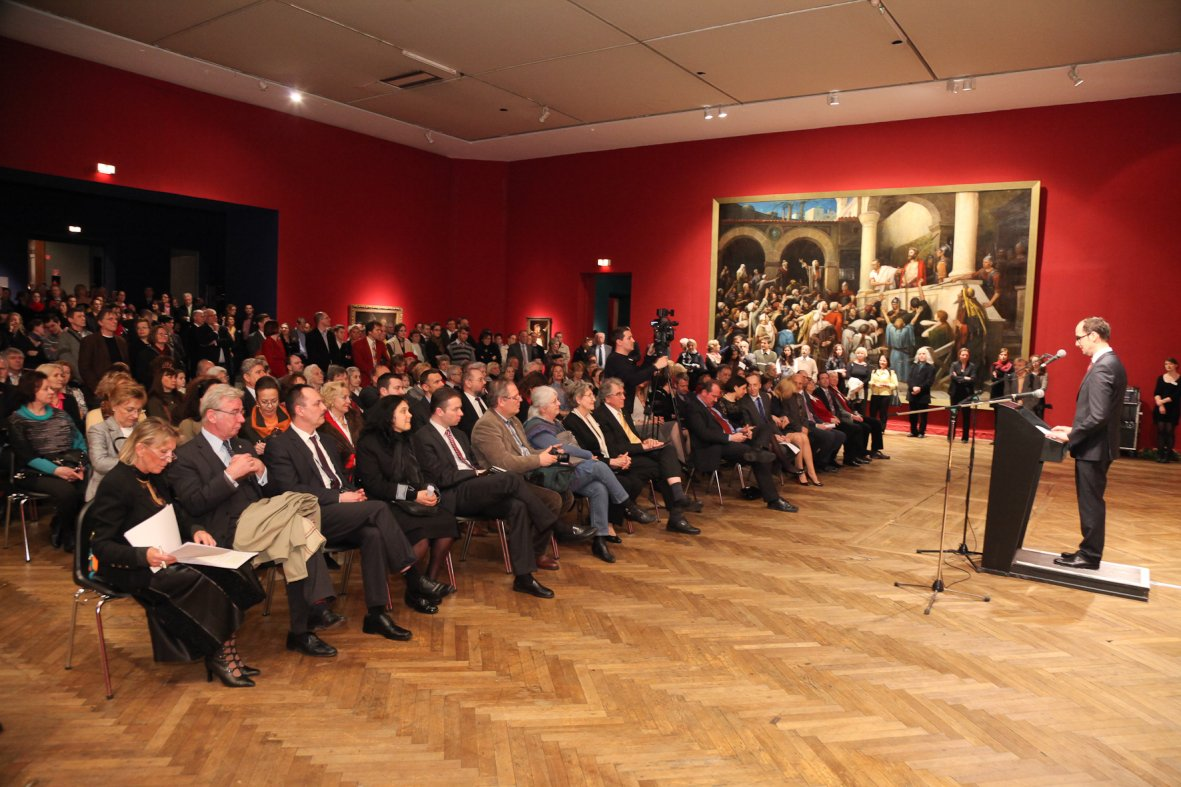
Відкриття виставки. 2012

Архітектором будівлі був Август Вебер (1836—1903). Було використано декілька видів австрійського каменю від віденської фірми Антона Васербургера. Замко́вий камінь поклав імператор Франц Йосиф I. Будівля побудована у стилі італійського відродження і була відкрита 1 вересня 1868 року як одна з перших кам'яниць на Кільцевій вулиці Відня. У 1882 році будинок розширили добудувавши пару бічних крил і Товариство художників Австрії організувало першу міжнародну художню виставку. У 1888 році був накритий внутрішній сад.
У 1966 році Карло Шванцер запропонував використати будівлю для офісів фірми IBM, однак внаслідок протестів громадськості ця пропозиція була відкинута.
В наш час у будинку щовесни відбувається щорічна виставка, на якій показуються роботи за останні дванадцять місяців. Через кожні чотири роки відбувається велика міжнародна художня виставка.

## Міське кіно

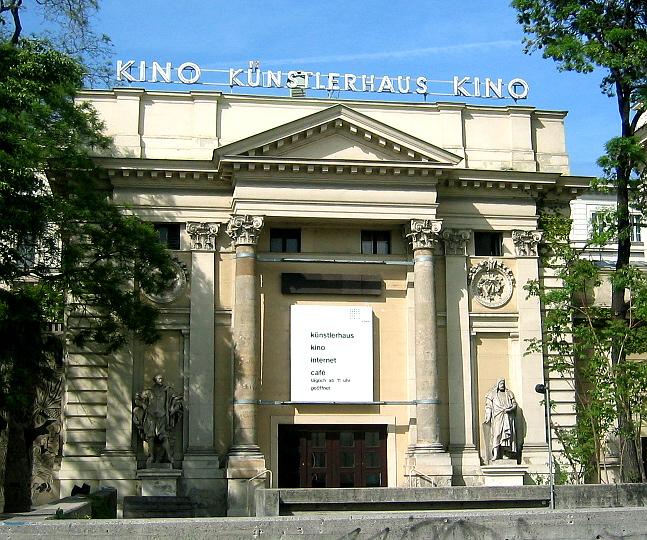
Це бічне крило будинку художника використовується як кінотеатр

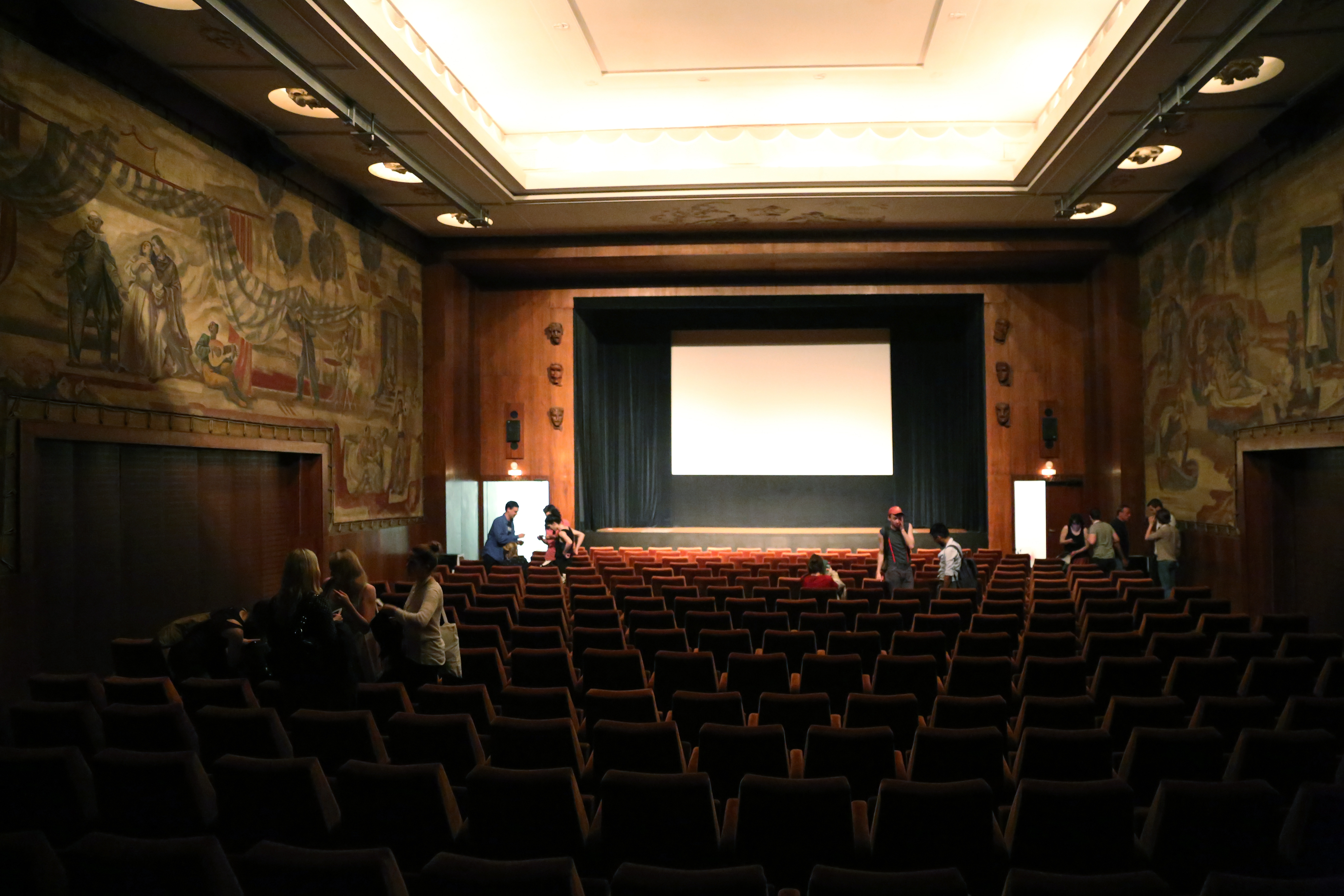
Міське кіно. 2014

У 1949 році у правому крилі будинку відкрили кінотеатр, який також використовується як одне із місць для відбору кінострічок для щорічного кінофестивалю у Відні.
20 грудня 2012 року Будинок художників у Відні підписав 20-річний договір з керівництвом Віденського кінофестивалю, згідно з яким «Міський кінотеатр Відня» перемістився з будинку № 8 на площі Шварценберга до кінотеатру в Будинку художників на площі Карла VI. Відкриття «Міського кіно» відбулося 26 вересня 2013 року фільмами «Солдат Жаннетт», «Будинок радіо» і «Уроки гармонії». З 2014 року це головне місце роботи та фестивальний центр Віденського фестивалю коротких фільмів. У 1974 році тут відкрили також і театр.

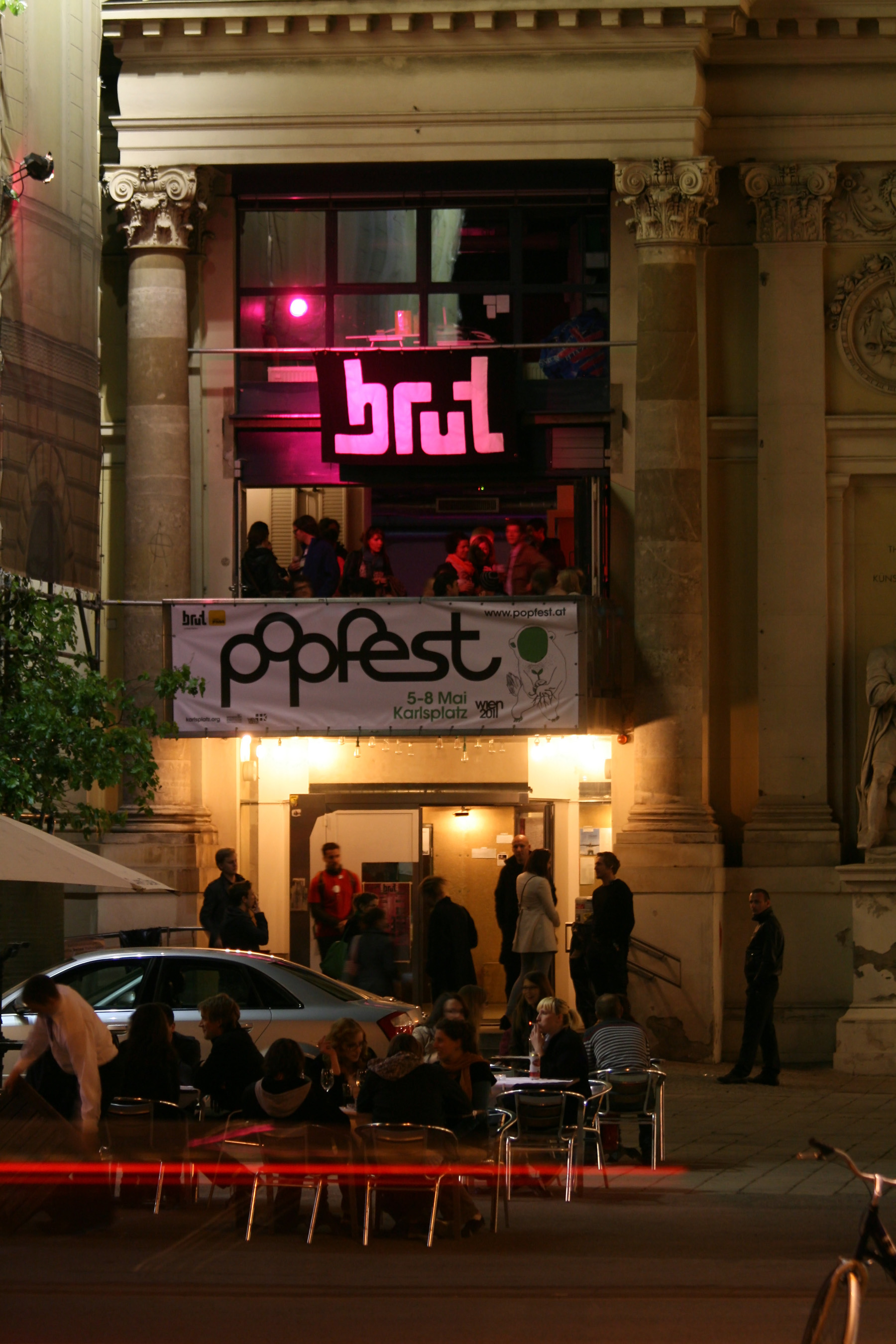
Вхід до кінотеатру під час Попфест 2011

## Брют-театр Відня
Брют-театр Відня є одним з найвідоміших незалежних німецькомовних театрів. Його вистави відбуваються на двох сценах: Брют у Будинку художників та Брют у Віденському концертному залі. Тут можна побачити міжнародне, експериментальне та інноваційне виконавське мистецтво. Крім театральних вистав, танців, лекцій, дискусій та семінарів, програма театру містить деякі найсучасніші поп-концерти та вечірки у Відні. Протягом року відбуваються приблизно 300 різних заходів, та фестів (фестивалів).

Плакат ювілейної виставки. 1898